# 摩周温泉
摩周温泉（ましゅうおんせん）は、北海道川上郡弟子屈町にある温泉。

## 泉質
- 弱食塩泉
  - 源泉温度26 - 96℃

## 温泉街
弟子屈市街地と重なるように温泉施設が点在する。8件の旅館・ホテル・ペンションと、2軒の共同浴場が存在する。摩周駅や道の駅摩周温泉には無料の足湯が設置されている。

## 歴史
古くから温泉が湧出していた場所であり、1885年（明治18年）に当地に温泉旅館が開業したことが温泉地の始まりである。道東地域の中でも歴史の長い温泉地の1つとして挙げられる。
以前は、市街地北方釧路川沿いの温泉地は弟子屈温泉、市街地南方 鐺別川沿いの温泉は鐺別温泉とも呼ばれていたが、摩周湖への観光拠点であることをわかりやすくするため、現在の呼称である摩周温泉に統一された。1990年（平成2年）にはJR弟子屈駅も摩周駅と改称されているが、温泉地は摩周湖畔にはなく、摩周湖までは距離がある。

## アクセス
- 鉄道 : JR北海道釧網本線摩周駅下車